# Kašćerga
Kašćerga (en italien : Caschierga ou Villa Padova) est une localité de Croatie située en Istrie, dans la municipalité de Pazin, dans le comitat d'Istrie. En 2001, la localité comptait 279 habitants.

## Démographie
| 1948 | 1953 | 1961 | 1971 | 1981 | 1991 | 2001 |
| ---- | ---- | ---- | ---- | ---- | ---- | ---- |
| 663  | 641  | 512  | 426  | 375  | 307  | 279  |